# Un duro addio
Un duro addio (The Hard Goodbye), tradotto anche come Un triste addio o Il duro addio, è la prima storia del fumetto Sin City di Frank Miller, pubblicata originariamente sulla testata statunitense Dark Horse Presents tra il 1991 e il 1992. Il titolo venne utilizzato a partire dalla raccolta in volume dei singoli albi: originariamente la storia aveva il titolo Sin City, e così fu anche per le prime edizioni italiane. Sebbene cronologicamente parte degli eventi narrati in Quel bastardo giallo precedano quanto narrato in questa saga, Un duro addio è stato il primo arco narrativo in ordine di realizzazione.

## Trama
Marv dopo essere stato a letto con l'unica donna della sua vita che l'abbia desiderato (in realtà una prostituta), scopre che questa è stata misteriosamente uccisa e che sta per essere incastrato come suo assassino dalla polizia.
Innamoratosi di Goldie decide così di vendicare in ogni modo la sua morte, promettendole che sarà qualcosa di orribile e doloroso. Fa tappa a casa di Lucille, il suo assistente sociale, che senza successo cerca di dissuaderlo dal vendicarsi. Marv però non le dà retta e inizia a cercare la verità, torturando ed uccidendo chiunque riesca a dargli le informazioni che lui desidera.
Scopre che dietro tutto ciò c'è la famiglia Roark (la più influente famiglia di Sin City, contro cui nessuno può opporsi), e riesce a risalire all'omicida. Questo è Kevin, cannibale spietato che assieme al suo lupo mangia le vittime, tranne la testa che viene conservata come trofeo. Giunto nel luogo dove risiede Kevin non riesce a fronteggiarlo e viene intrappolato. Risvegliatosi rinchiuso nella cella dove figurano le teste delle altre prostitute uccise si trova in compagnia di Lucille, anche lei intrappolata e mutilata di una mano. Lucille in stato di shock, riesce infine a calmarsi. La donna spiega a Marv che Goldie era una prostituta della Città Vecchia ed era una di quelle che frequentava il Clero. Marv non dà importanza al fatto che Goldie fosse una prostituta, e porterà la sua vendetta fino in fondo.
Preso dalla rabbia più sfrenata Marv riesce a uscire dalla cella, ma in uno scontro con la polizia Lucille perde la vita. Prima di morire però uno dei poliziotti lo informa che tra quelli che lo vogliono morto c'è il Cardinale Roark. 
Consapevole di non avere possibilità di uscita e di essere morto in qualunque modo si potesse vedere, Marv decide di andare fino in fondo con la sua vendetta, per amore di Goldie. 
Inizia così a pianificare il metodo migliore per uccidere Kevin.
Si dirige prima nella Città Vecchia (controllata solo da prostitute) dove trova la sorella gemella di Goldie, Wendy, che, dopo una certa titubanza iniziale, decide di aiutarlo. Assieme a Wendy si dirige verso il covo di Kevin. Qui il ragazzo cannibale da prova di grandi abilità riuscendo a tenere testa a Marv, che alla fine riesce comunque ad immobilizzarlo, per poi tranciargli gambe e braccia, lasciando il suo corpo in pasto al suo lupo.
Alla fine rimane solo la testa che viene portata da Marv al Cardinale Roark. Al cospetto del Cardinale viene a sapere che Kevin non si cibava soltanto dei corpi ma anche delle anime e che lui stesso ha provato una volta a fare altrettanto.
Le vittime erano inoltre solo prostitute, obiettivi che avrebbero permesso che nessuno si preoccupasse della loro morte, visto che erano totalmente emarginate dalla società. Il cardinale confessa che l'aveva lasciato in vita accanto a Goldie per farlo incastrare dalla polizia e così salvare Kevin. A quel punto dopo averlo torturato Marv uccide il Cardinale.
Non fa tempo ad uscire dalla stanza che è catturato dalla polizia che gli spara ferendolo. L'influenza del Senatore Roark, fratello del cardinale si fa sentire. Marv viene così incriminato per l'omicidio del Cardinale Roark, di Kevin, di Lucille e anche di Goldie, oltre che di tutte le donne mangiate da Kevin e dal cardinale.
È così destinato a morire sulla sedia elettrica. Ormai senza nessuna speranza di salvezza. In prigione però avviene l'unica cosa che riesce a sollevare il morale di Marv, ovvero la visita inaspettata della sorella di Goldie che lo ringrazia per aver vendicata quest'ultima. Adesso è pronto a morire.

## Altri media
Un duro addio è una delle storie di Sin City riprese nel film omonimo del 2005 diretto da Robert Rodriguez, con Mickey Rourke nel ruolo di Marv e Elijah Wood in quello di Kevin.